# Adolph Wolff von Metternich

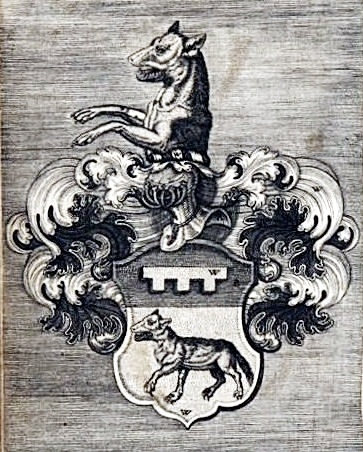
Familienwappen

Adolph Wolff von Metternich zur Gracht (* 1553 in Erftstadt, Liblar, Schloss Gracht; † 2. Juni 1619 in Speyer) war ein deutscher Adeliger, Domherr im Bistum Speyer und Hofmeister  des Herzogs Wilhelm V. von Bayern. 

## Herkunft und Familie
Er entstammte dem Adelsgeschlecht der Wolff von Metternich und war der Sohn des Bliesheimer Amtmannes Hieronymus Wolff von Metternich (1519–1592) sowie seiner Gattin Katharina von Buschfeld. Sein jüngerer Bruder Wilhelm  Wolff von Metternich (1563–1636) gehörte dem Jesuitenorden an und amtierte viele Jahre als Rektor des Jesuitenkollegs Speyer.

## Leben und Wirken

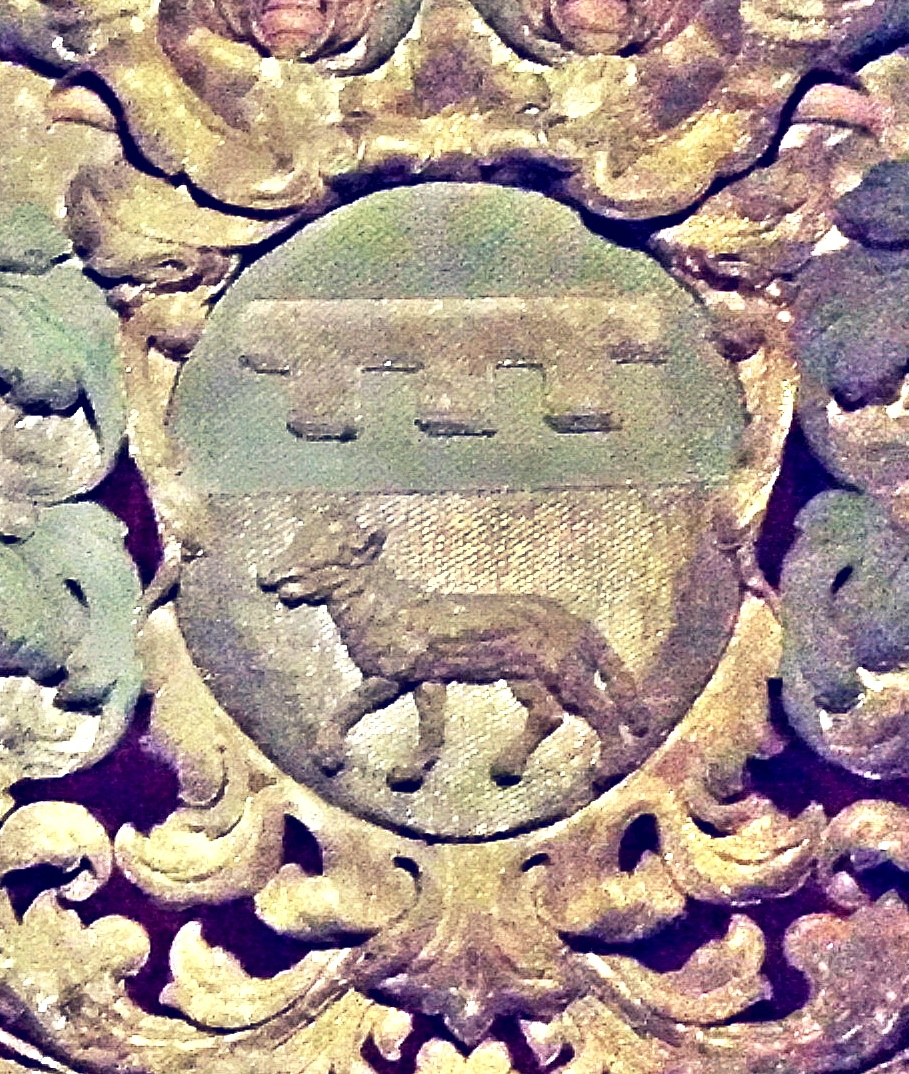
Familienwappen auf einem Pluviale im Speyerer Domschatz (um 1690)

Adolph Wolff von Metternich wurde 1579 Domizellar in Speyer und reiste im Spätjahr 1580 von dort nach Rom. Hier trat er in das Collegium Germanicum ein und studierte von 1581 bis 1584. Der Bruder Wilhelm kam 1583 als Speyerer Domherr ebenfalls dorthin, blieb bis 1587 und trat dann unter Verzicht seiner Speyerer Pfründen in den Jesuitenorden ein.
Adolph kehrte nach Speyer zurück und nahm hier am 21. April 1585 erstmals als Domkapitular an einer Sitzung dieses Gremiums teil. 1586 avancierte er zum Propst des Stiftes St. Guido später auch zum Domkustos. 
Metternich wurde einer der eifrigsten Reformer im Sinne des Konzils von Trient. Neben Domdekan Andreas von Oberstein war er damals der einzige Speyerer Domherr, der die Priesterweihe empfangen hatte. Er feierte täglich die Heilige Messe, predigte oft, hörte Beicht und beichtete selbst häufig, war sehr wohltätig und zeichnete sich durch einen vorbildlichen Lebenswandel aus. Sein Herzenswunsch, Jesuit zu werden, wurde ihm nicht erfüllt. Der Pater General, Claudio Acquaviva, hielt es für besser, dass Wilhelm Wolff von Metternich weiterhin als Domkapitular an der Gesundung der Speyerer Kirche mitwirke und die dort nötigen Reformen unterstütze. Stattdessen nahm er ihn als quasi assoziiertes Mitglied an, so dass er alle Rechte und Verdienste des Ordens genoss, ohne ihm formell anzugehören. 1586 und 1589 entsandte ihn Bischof Eberhard von Dienheim in Bistumsangelegenheiten zu Papst Sixtus V.; am 17. August 1590 spendete er dem vergifteten Markgrafen Jakob III. von Baden-Hachberg die Sterbesakramente und stand ihm bis zum Tod bei. 
Um 1590 ernannte Herzog Wilhelm V. von Bayern den Speyerer Domherrn zum Hofmeister seiner für den geistlichen Stand bestimmten Söhne Philipp und Ferdinand. 1592 und 1593 hielt er sich mit ihnen in Rom auf, wo sie studierten. Nachdem Prinz Ferdinand bereits 1595 Koadjutor seines Onkels Ernst von Bayern, als Kurfürst und Erzbischof von Köln wurde, begleitete ihn Metternich dorthin und leitete ihn im Range eines Geheimrates in den geistlichen Dingen an. Der junge Prinz Ferdinand von Bayern schrieb damals nach Speyer – wo man über die lange Abwesenheit des Domherrn ungehalten war – er benötige Metternich dringend, da er ihm „gleich einem Spiegel ständig vor Augen stehen“ solle. 
1598 war Adolph Wolff von Metternich wieder in Speyer. Ab diesem Zeitpunkt lebte hier bei ihm, zur schulischen Ausbildung, der Neffe Johann Adolf Wolff von Metternich zur Gracht (1592–1669), später Erzieher der beiden Söhne von Kurfürst Maximilian I. von Bayern.
Am 31. Oktober 1603 wählte das Speyerer Domkapitel Adolph Wolff von Metternich zum Domdekan. Dies geschah auf Wunsch des verstorbenen Vorgängers Andreas von Oberstein (1533–1603), dessen eifrigster Mitreformer Metternich gewesen war. In seinem Sinne führte er sein neues Amt fort. Zusammen mit seinem Bruder Wilhelm von Metternich, dem Rektor des örtlichen Jesuitenkollegs, wirkte er kraftvoll an der kirchlichen Erneuerung im Bistum Speyer u. a. gründete er auch eine Fronleichnams-Bruderschaft. 

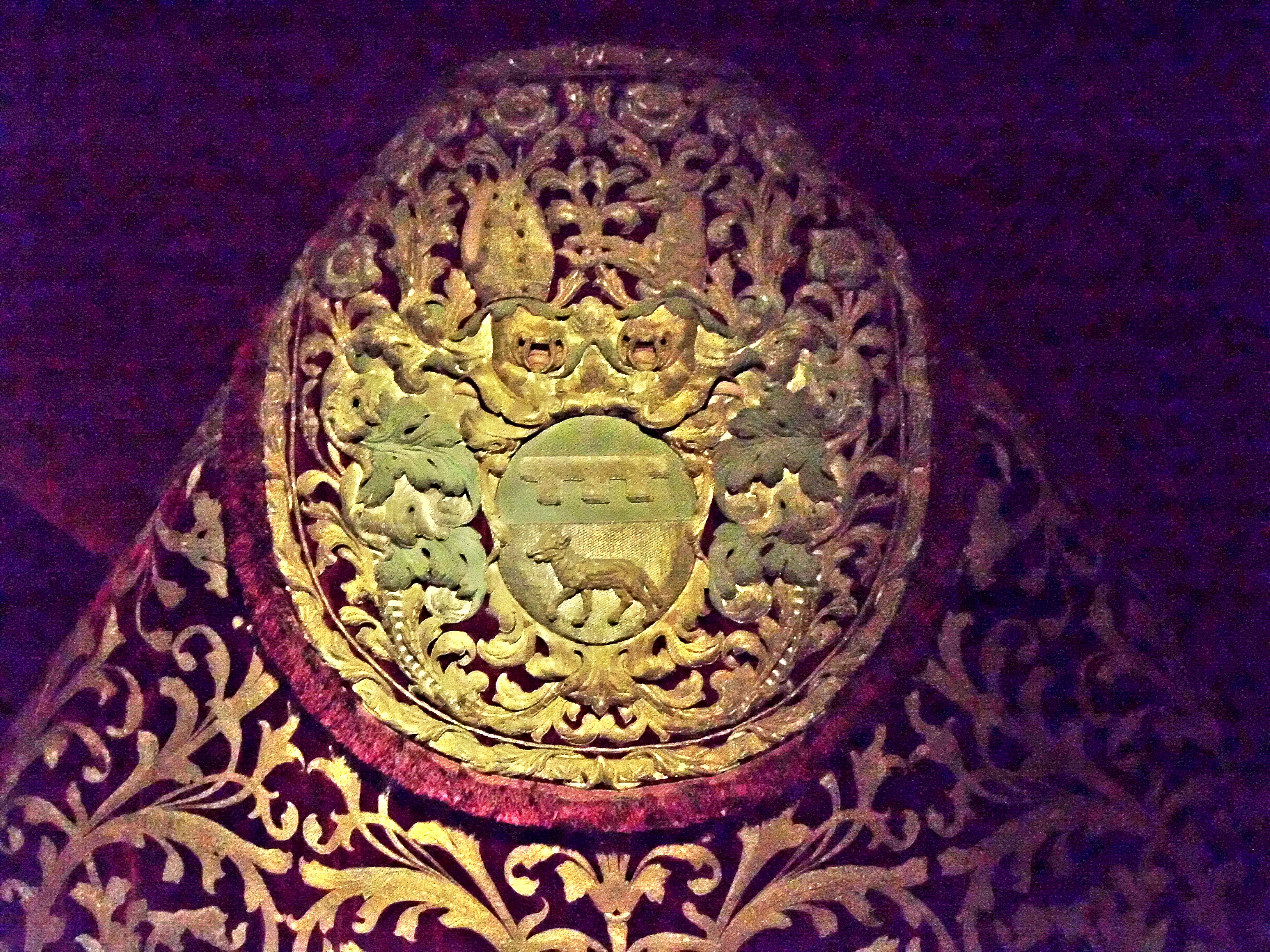
Wappen-Pluviale des Großneffen Johann Wilhelm Wolff-Metternich zur Gracht (1624–1694), Dompropst zu Mainz, im Speyerer Domschatz, Historisches Museum der Pfalz, Speyer

In seiner Heimat engagierte er sich für den Wiederaufbau der Marienkapelle Frauenthal, welcher er 1609 auch einen goldenen Messkelch stiftete. Ein weiterer kostbarer Goldkelch des Prälaten, den er einst dem Speyerer Dom geschenkt hatte, befindet sich derzeit in der Sammlung des Metropolitan Museums of Art, New York. Er trägt auf einer Platte im Fuß die Dedikationsinschrift: ADOLPHUS WOLFF DICTUS METTERNICH DECANUS SPIRENSIS ANNO 1608.
Ab 1615 kränkelte Adolph von Metternich und starb am 2. Juni 1619; man bestattete ihn im (nicht mehr existenten) Kreuzgang des Speyerer Domes. Die überlieferte Grabinschrift nennt ihn einen Vater der Armen, Vorbild für den Klerus, sowie Licht und guter Geist der Kirche von Speyer, außerdem preist sie seine Frömmigkeit, Gelehrsamkeit, Überzeugungskraft und Klugheit.
Nach seinem Tod wurde der Bruder und Jesuit Wilhelm Wolff von Metternich die familiäre Hauptbezugsperson des bereits genannten, ab 1605 verwaisten Neffen Johann Adolf.
Der Großneffe Hermann Werner Wolff von Metternich zur Gracht (1625–1704) amtierte als Fürstbischof von Paderborn, dessen Bruder Johann Wilhelm Wolff von Metternich zur Gracht (1624–1694), als Dompropst in Mainz, Paderborn und Münster.